# Jevgenia Bugoslavskaja
Jevgenia Jakovlevna Bugoslavskaja (ryska: Евгения Яковлевна Бугославская), född 1899, död 1960, var en sovjetisk astronom, som var professor vid Moskvauniversitetet från 1949.
Bugoslavskaja forskade inom astrometrin, men ledde även observationer av den totala solförmörkelsen  i 19 juni 1936 och av partiella solförmörkelser åren 1941, 1945, 1952 och 1954. Hon är vidare författare till ett ryskt verk om astrometri som i engelsk upplaga heter Photographic astrometry.
En krater på planeten Venus har fått sitt namn efter henne. 